# Uhtred di Galloway
Uhtred mac Fergus, anche noto come Uhtred di Galloway (1120 circa – Galloway, 22 settembre 1174), è stato un nobile scozzese.
Fu uno degli ultimi signori di Galloway indipendenti prima dell'assoggettamento della zona al regno di Scozia.

## Biografia
Era il figlio maggiore di Fergus di Galloway. La precisa identità della madre è ignota, anche se viene generalmente identificata come Elizabeth FitzRoy, una delle figlie illegittime minori di Enrico I d'Inghilterra. Dopo che il padre si ribellò al dominio scozzese Uhtred venne inviato come ostaggio a re Malcolm IV, rimanendo per molto tempo alla corte scozzese.
Alla morte del padre nel 1161 ereditò il dominio sul Galloway, condividendo il potere col fratellastro Gilbert. Durante gli anni al potere si dimostrò molto devoto alla Chiesa, facendo numoerose concessioni e fondando abbazie e monasteri.
La pace perdurò fino al 1174, quando Guglielmo I di Scozia tentò senza successo di invadere il regno d'Inghilterra. Sfruttando il vuoto di potere causato dalla disfatta scozzese, Uhtred e Gilbert espulsero i funzionari fedeli a Guglielmo e fecero strage degli stranieri presenti nel Galloway. I due fratelli tuttavia entrarono presto in contrasto, finché Gilbert tese una trappola a Uhtred il 22 settembre dello stesso anno, catturandolo, tagliandogli la lingua, accecandolo e infine giustiziandolo.
La guerra civile venne continuata da suo figlio Lochlann, che riuscì a sconfiggere lo zio grazie al supporto scozzese.

## Discendenza
Uhtred sposò in una data imprecisata la nobile Gunhilda di Dunbar, dalla quale ebbe i seguenti figli:
- Lochlann (1150-1200), signore di Galloway;
- Fergus (?-1213), cavaliere;
- un terzo figlio di cui non è pervenuto il nome, ucciso nel 1185 dal noto bandito Gillecolm Mareschal.